# Henry Krieger
Henry Krieger (* 9. Februar 1945 in New York City) ist ein US-amerikanischer Komponist.

## Leben
Krieger besuchte die Scarborough School in Scarborough, New York. Er studierte Kunst und Musik an der American University in Washington, D.C. und an der Columbia University in New York City sowie danach Grafik an der Päpstlichen Universität Xaveriana in Bogotá, Kolumbien. Noch bevor er 30 wurde, begann er Musik für Off-Off-Broadway-Werke zu schreiben. Krieger komponierte 1981 die Musik zum Broadway-Musical Dreamgirls (verfilmt 2006), zum Broadway-Musical The Tap Dance Kid 1983 und zum Broadway-Musical Side Show 1997.
Krieger wurde bei den Tony Awards jeweils für die Beste Musik für Dreamgirls und für Side Show nominiert und gewann einen Grammy Award für sein Musikalbum zum Broadway-Musical Dreamgirls, das 2006 verfilmt wurde. 2007 erhielt er drei Oscar-Nominierungen für die Lieder Listen, Love You I Do und Patience. Für viele weitere US-amerikanische Fernsehproduktionen schrieb er die Musik.
Seit 1995 lebt Krieger mit dem kanadischen Schauspieler Robert Joy in New York City zusammen.

## Auszeichnungen und Preise (Auswahl)
- Tony Award Nominierung für die Beste Musik für Dreamgirls und für Side Show
- Grammy Award für sein Musikalbum zu Dreamgirls
- 2007: Oscar-Nominierungen für die Lieder Listen, Love You I Do und Patience in der Filmversion von Dreamgirls